# Snättringe SK
Snättringe Sportklubb är en orienteringsklubb i Huddinge i södra Stockholm. Klubbstugan är belägen vid Källbrinks IP i Huddinge kommun.
Snättringe har drygt 500 medlemmar och är en av Sveriges större orienteringsklubbar. Klubben är särskilt stark på ungdomssidan. Bland framgångarna märks seger i Stockholms Ungdomsserie 2017 och andraplats i Tiomilas ungdomsklass 2013.
Snättringe SK arrangerar 25manna var femte år tillsammans med OK Södertörn. Snättringe SK arrangerar även Höstlunken varje år, partävlingen över ultralångdistans. Snättringe arrangerade SM Stafett 2015.
Bland de mest meriterade löparna märks;
Rune Rådeström - Veteranvärldsmästare 
Simon Hector - 5 Junior VM-medaljer och 13 Junior SM-guld
Under 1970-talet var Snättringe framgångsrika i stafettsammanhang, som bäst med en tredjeplats i Tiomila 1970.